# Hovmantorp
Hovmantorp är en tätort i Lessebo kommun i Kronobergs län, belägen längs järnvägen mellan Kalmar och Växjö, vid sjön Rottnen.

## Historia
Hovmantorp ligger i det småländska glasriket och har en lång glasbrukstradition. Det började med Hofmantorps glasbruk 1859–1878, beläget i samhällets sydvästra del vid sjön Rottnen. 1889 startades Sandviks glasbruk och 1905 Hofmantorps nya glasbruk som drevs till 1968. I september samma år återstartades det senare bruket under namnet Hovmantorps glasbruk, las åter ner 1978. I dag har dock samtliga försvunnit. Det sista, Sandviks glasbruk, lades ner 2005.
Namnet (1403 Hamundatorp) består av förledet mansnamnet Hamund(er) och efterledet torp.

### Administrativa tillhörigheter
Hovmantorp var och är kyrkby i Hovmantorps socken och var efter kommunreformen 1862 centralort i Hovmantorps landskommun. 1920 inrättades Hovmantorps municipalsamhälle för orten i landskommunen. 1952 uppgick landskommunen och municipalsamhället i Hovmantorps köping dit även Furuby landskommun uppgick. Bebyggelsen i Hovmantorp upptog bara en liten del av köpingskommunens yta. 1971 upphörde köpingen och Hovmantorp ingår därefter i Lessebo kommun.
I kyrkligt hänseende har Hovmantorp alltid hört till Hovmantorps församling.
Orten ingick före 1948 i Konga tingslag, därefter till 1971 i Östra Värends tingslag. Sedan 1971 ingår Hovmantorp i Växjö domsaga.

### Befolkningsutveckling
| Befolkningsutvecklingen i Hovmantorp 1960–2020 | Befolkningsutvecklingen i Hovmantorp 1960–2020 | Befolkningsutvecklingen i Hovmantorp 1960–2020 | Befolkningsutvecklingen i Hovmantorp 1960–2020 | Befolkningsutvecklingen i Hovmantorp 1960–2020 |
| ---------------------------------------------- | ---------------------------------------------- | ---------------------------------------------- | ---------------------------------------------- | ---------------------------------------------- |
|                                                |                                                |                                                |                                                |                                                |
| År                                             |                                                |                                                | Folkmängd                                      | Areal (ha)                                     |
| 1960                                           | 1960                                           |                                                | 1 495                                          |                                                |
| 1965                                           | 1965                                           |                                                | 1 604                                          |                                                |
| 1970                                           | 1970                                           |                                                | 1 842                                          |                                                |
| 1975                                           | 1975                                           |                                                | 2 622                                          |                                                |
| 1980                                           | 1980                                           |                                                | 2 883                                          |                                                |
| 1990                                           | 1990                                           |                                                | 3 109                                          | 246                                            |
| 1995                                           | 1995                                           |                                                | 3 204                                          | 253                                            |
| 2000                                           | 2000                                           |                                                | 3 085                                          | 253                                            |
| 2005                                           | 2005                                           |                                                | 3 001                                          | 253                                            |
| 2010                                           | 2010                                           |                                                | 2 991                                          | 256                                            |
| 2015                                           | 2015                                           |                                                | 3 082                                          | 281                                            |
| 2020                                           | 2020                                           |                                                | 3 202                                          | 285                                            |
|                                                |                                                |                                                |                                                |                                                |

## Sport
Ortens största idrottsförening heter Hovmantorps GoIF. Föreningen har fostrat flera allsvenska fotbollsspelare. Mest meriterad är Curt Olsberg som vann flera SM med Malmö FF. Även Patrik Bojent (tidigare Karlsson) är fostrad i Hovmantorp GoIF. Han är meriterad med spel i Östers IF, Gefle IF och AIK. 
Glasrikets Kägelklubb är Hovmantorps enda bowlingklubb. Klubben startades 2000 och har ett representationslag i division 2 Östra Götaland, samt ett B-lag och ett C-lag i distriktsserien.
Hovmantorp har också ett framgångsrikt dragkampslag. Föreningen heter Hovmantorps Dragkampklubb och bildades 1995.

## Personer från orten
- Hilding Färm, politiker
- Anna Johansdotter, brottsoffer
- Jan Löfqvist, zoolog
- Truls Möregårdh, idrottsman
- Rune Nilsson, konstnär
- Curt Olsberg, idrottsman
- Charlotte Perrelli (född Nilsson), sångerska
- Carl Rosenblad, officer
- Johan Sandahl, fotbollstränare
- Alf Önnerfors, filolog